# نیو فین (ویسکانسین)
نیو فین (به انگلیسی: New Fane) یک منطقهٔ مسکونی در ایالات متحده آمریکا است که در شهرستان فوند دو لک، ویسکانسین واقع شده‌است. نیو فین ۲۹۸٫۱ متر بالاتر از سطح دریا واقع شده‌است.